# .440 Cor-Bon
Le .440 Cor-Bon est une cartouche pour arme de poing de gros calibre. La société Cor-Bon (en) a produit la balle de calibre en 1998. Bien qu’elle ressemble davantage à un .357 SIG, cette cartouche a été conçue après avoir été encollée d’une cartouche existante, la .50 AE pour accepter une balle de calibre .44.

## Histoire
Le .50 AE a été introduit dans le Desert Eagle par Magnum Research (en) 1991, et peu de temps après, les tireurs ont commencé à se demander s’il existait une alternative au choix relativement restreint de munitions d’usine et, pour les tireurs sensibles, au recul de la balle .50, mais toujours avec beaucoup plus de pouvoir d'arrêt que le .44 Magnum.
En concevant le .440, Cor-Bon a créé un tour de recul plus léger que le .50 AE, avec un pouvoir pénétrant supérieur à celui du .50 AE et du 44 Magnum. La munition a une trajectoire plus plate et quitte le canon beaucoup plus vite que le .50 AE ou le .44 Mag. Cependant, la cartouche n’a jamais décollée et reste assez chère. Conséquemment, Magnum Research ne produit plus un Desert Eagle en .440 Cor-Bon, mais a introduit une cartouche similaire, la .429 DE (en). La cartouche 440 Corbon ne sera pas placée dans un canon 429 DE, mais une cartouche de 429 DE sera placée dans un canon 440 Corbon.

## Utilisations
La munition est généralement considérée comme une munition de chasse plutôt que de défense pour plusieurs raisons. Sa pénétration excessive et son recul le rendent impropre à l'autodéfense. De plus, comme il s'agit physiquement d'une très grosse cartouche, généralement logée dans un très grand pistolet tel que le Desert Eagle, il n'est pas particulièrement faisable de la dissimuler.
Elle est efficace pour neutraliser et tuer les gros animaux, capable de pénétrer de gros os tels que l'épaule d'un cerf. Certains armuriers utilisent des fusils à levier pour tirer le meilleur parti de cette cartouche sur les gros gibiers. Tromix a également fabriqué des fusils AR-15 et des dessus chambré dans le 440 Cor-Bon de 1999 à 2004. Seulement une vingtaine d’entre eux ont été fabriqués avant d’être abandonnés.